# Specimen (zoologi)

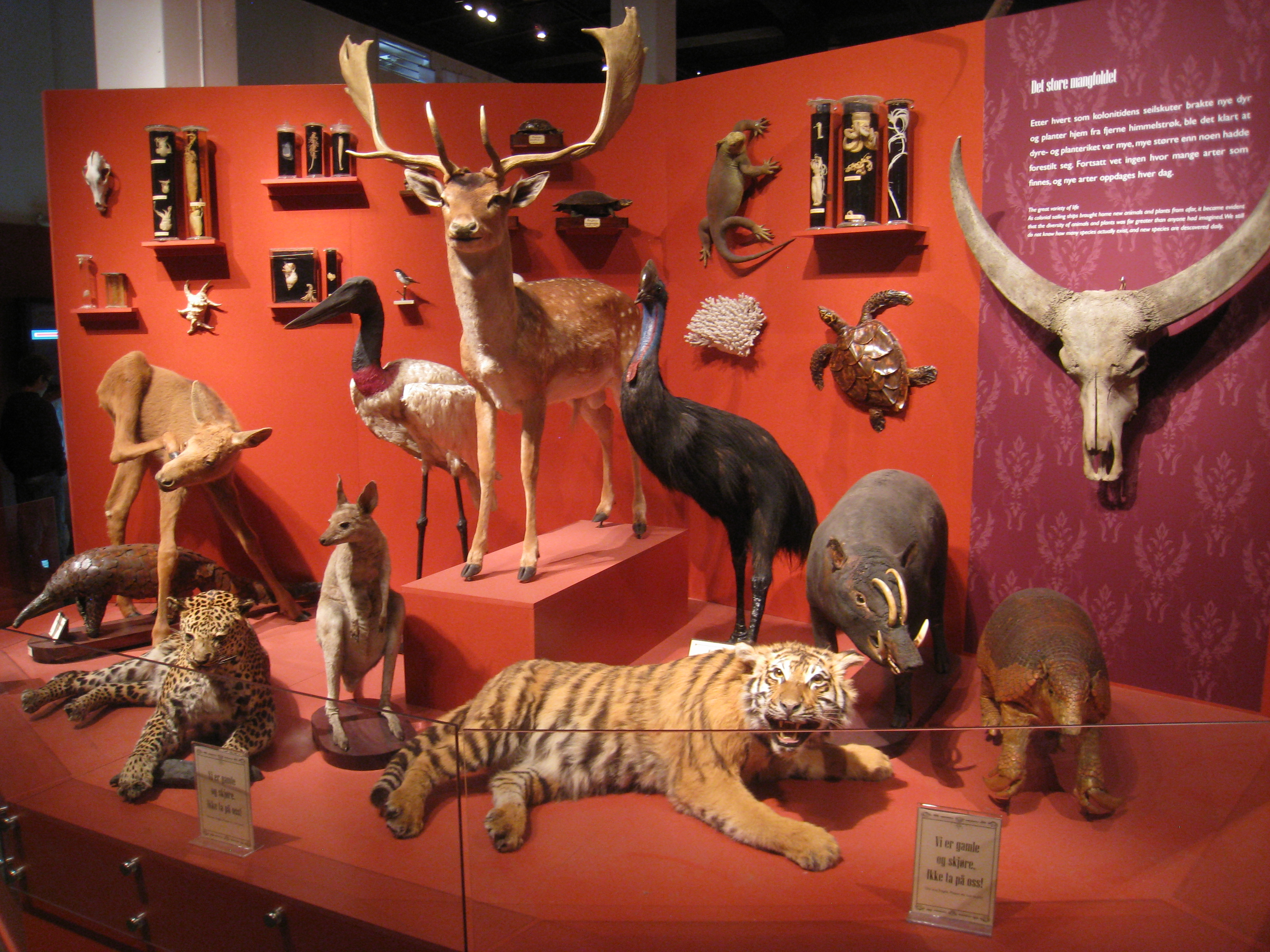
Ett urval zoologiska specimen vid Naturhistoriska museet i Oslo.

Ett zoologiskt specimen är ett exemplar av ett djur, eller del av ett djur, som bevaras för vetenskapen. Det finns olika användningsområden för specimen, som möjligheten att verifiera ett taxon utifrån ett typspecimen, för att möjliggöra olika studier och för att öka kunskapen om zoologi hos allmänheten. Zoologiska specimen kan vara mycket olika, exempelvis skinnlagda fåglar eller däggdjur, monterade (uppstoppade) exemplar, skelettdelar, avgjutningar, uppnålade insekter, torkat eller infryst material, material bevarat i alkohol eller som mikroskoppreparat. Specimen förvaras främst på naturhistoriska museer.

## Skinnlagda specimen

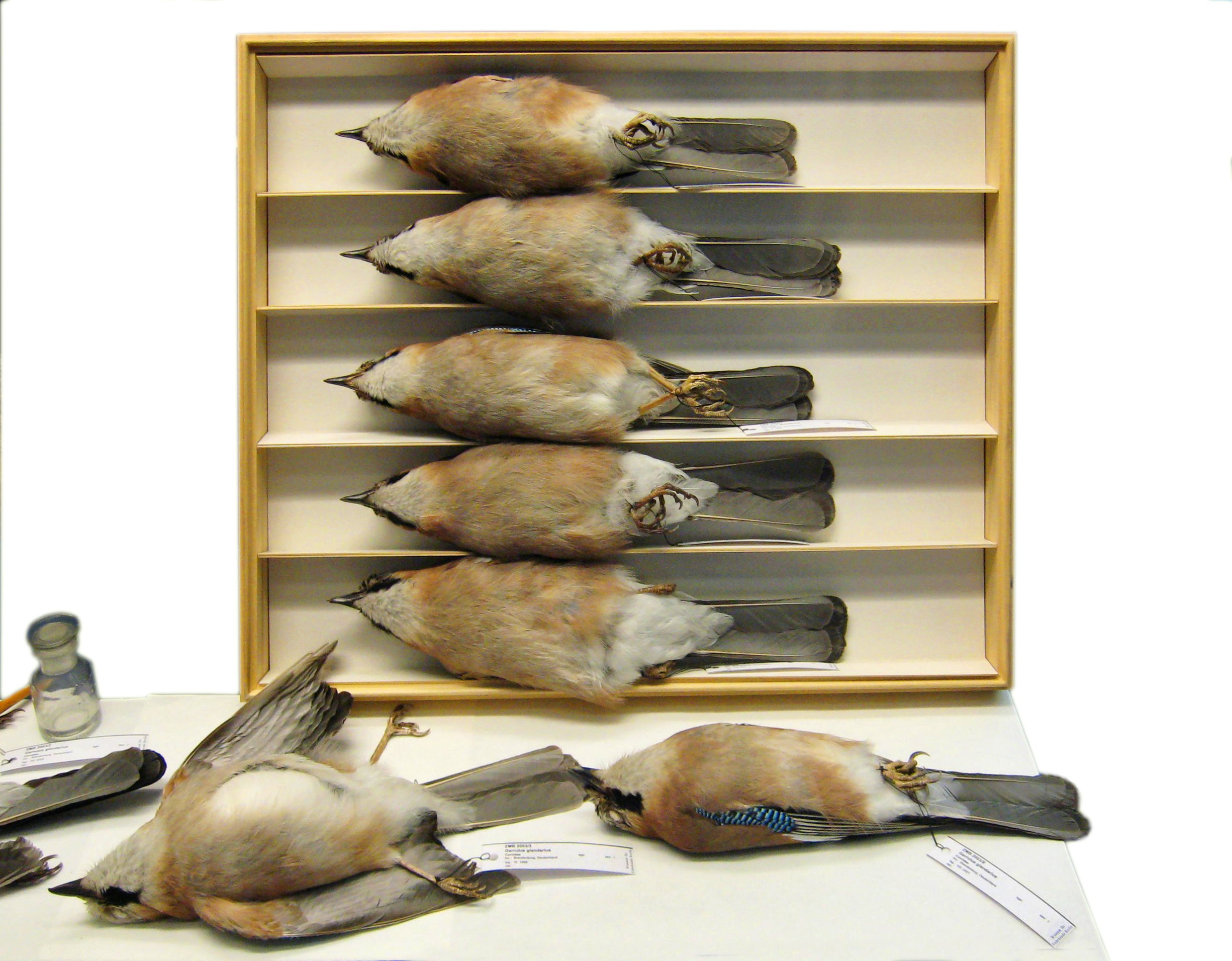
Skinnlagda specimen av nötskrika på Museum für Naturkunde i Berlin.

Fågel- och däggdjursspecimen konserveras ofta som torkade skinn. Skinnet avlägsnas från kadavret, torkas med kemikalier eller värme och fylls med absorbermedel, och bomull eller polyester (tidigare växtfibrer eller sågspån). Ibland prepareras skinnlagda fåglar invändigt med tunna pinnar för att förenklar hanteringen. Ben, svansar och andra extremiteter hos däggdjur kan stödjas med hjälp av metalltråd. Varje specimen märks med en etikett som vanligtvis sätts fast med tråd runt ett ben eller tars.

## Skelettpreparat

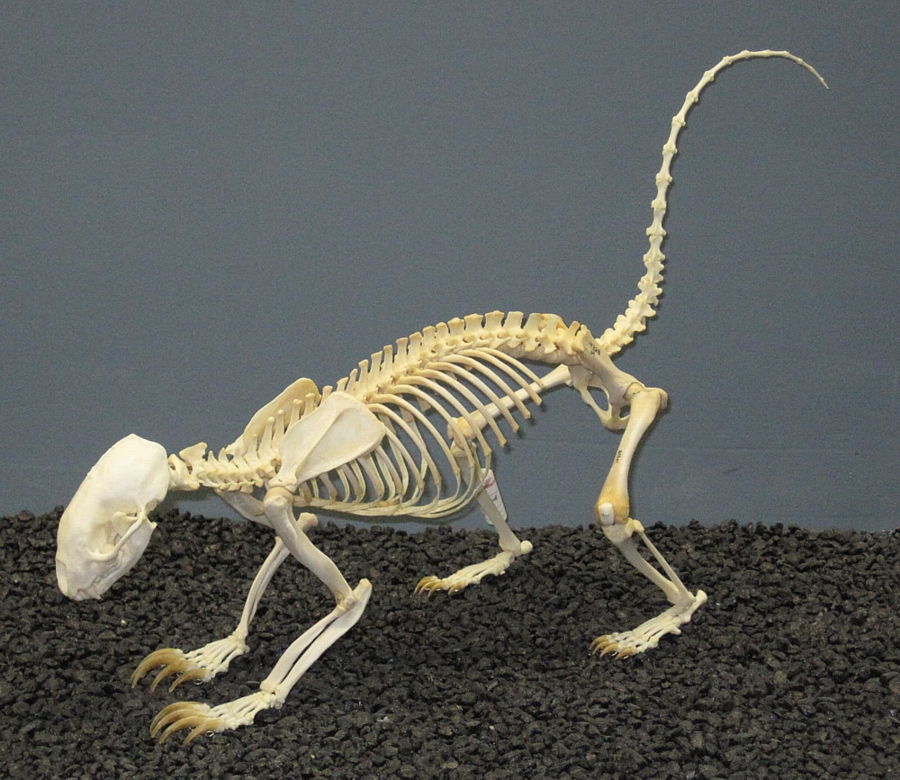
Skelettet av en trynskunk.

Skelettsamlingar - osteologiska samlingar - består av rengjorda hela, eller delar av, skelett och kranier av ryggradsdjur, främst fåglar och däggdjur. De används i jämförande anatomiska studier och för att identifiera ben från arkeologiska utgrävningar. Människoben används även inom medicinsk och rättsmedicinsk forskning.

## Blötdjur

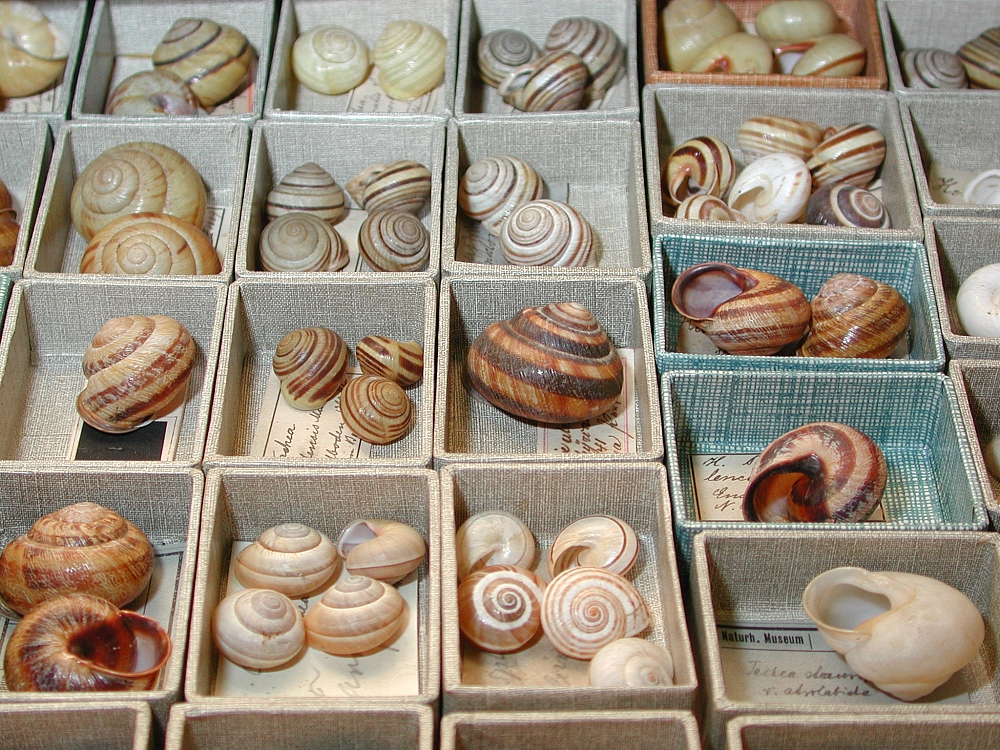
Torra specimen av blötdjur på Museum Wiesbaden.

I museesamlingar av blötdjur är ofta torra specimen mycket vanligare än våta specimen i alkohol. Skalen förvaras ofta i papplådor på brickor i hurtsar eller i glasbehållare, ofta samlas de specimen som samlats på en plats vid ett tillfälle utifrån art. Skalsamliongar kan drabbas av Bynes sjukdom, vilket även påverkar fågelägg. Studiet av torra specimen från blötdjur, ofta skal, kallas konkologi till skillnad från studiet av våta specimen som kallas malakologi.

## Insekter och liknande ryggradslösa djur

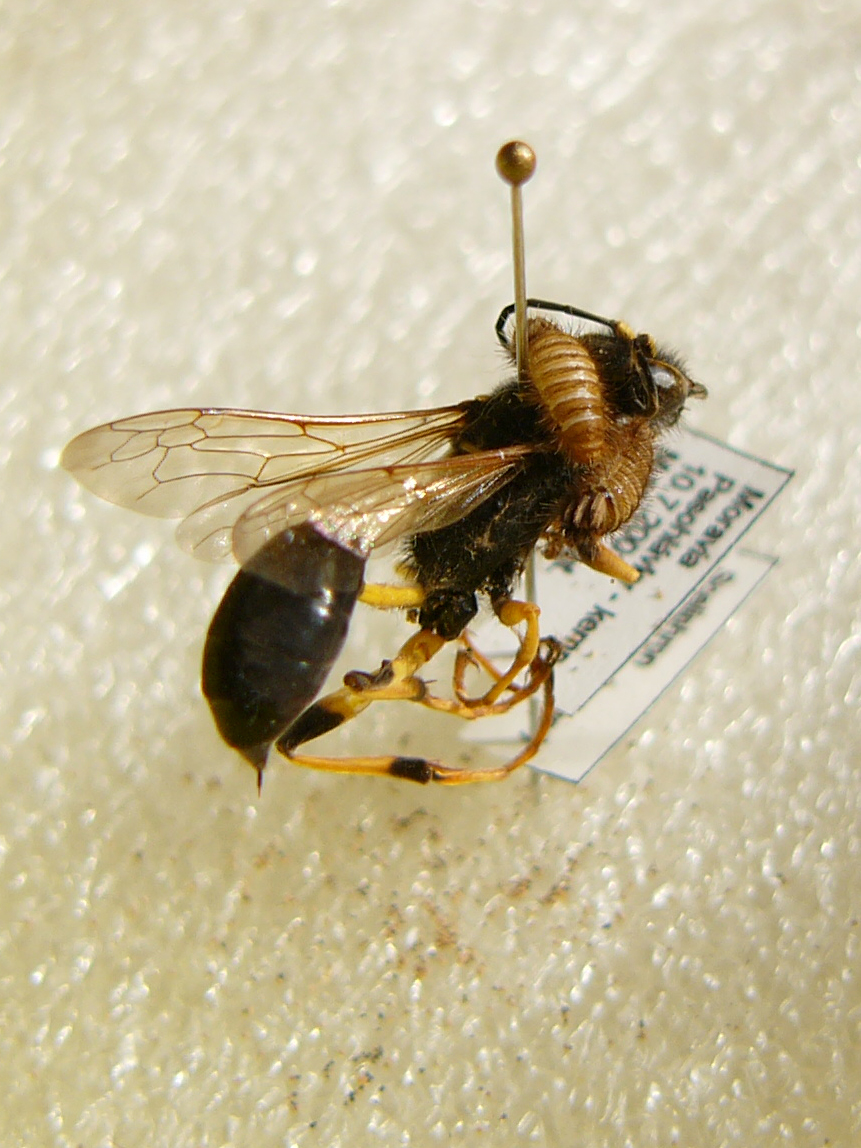
En uppnålad geting som drabbats av ohyra.

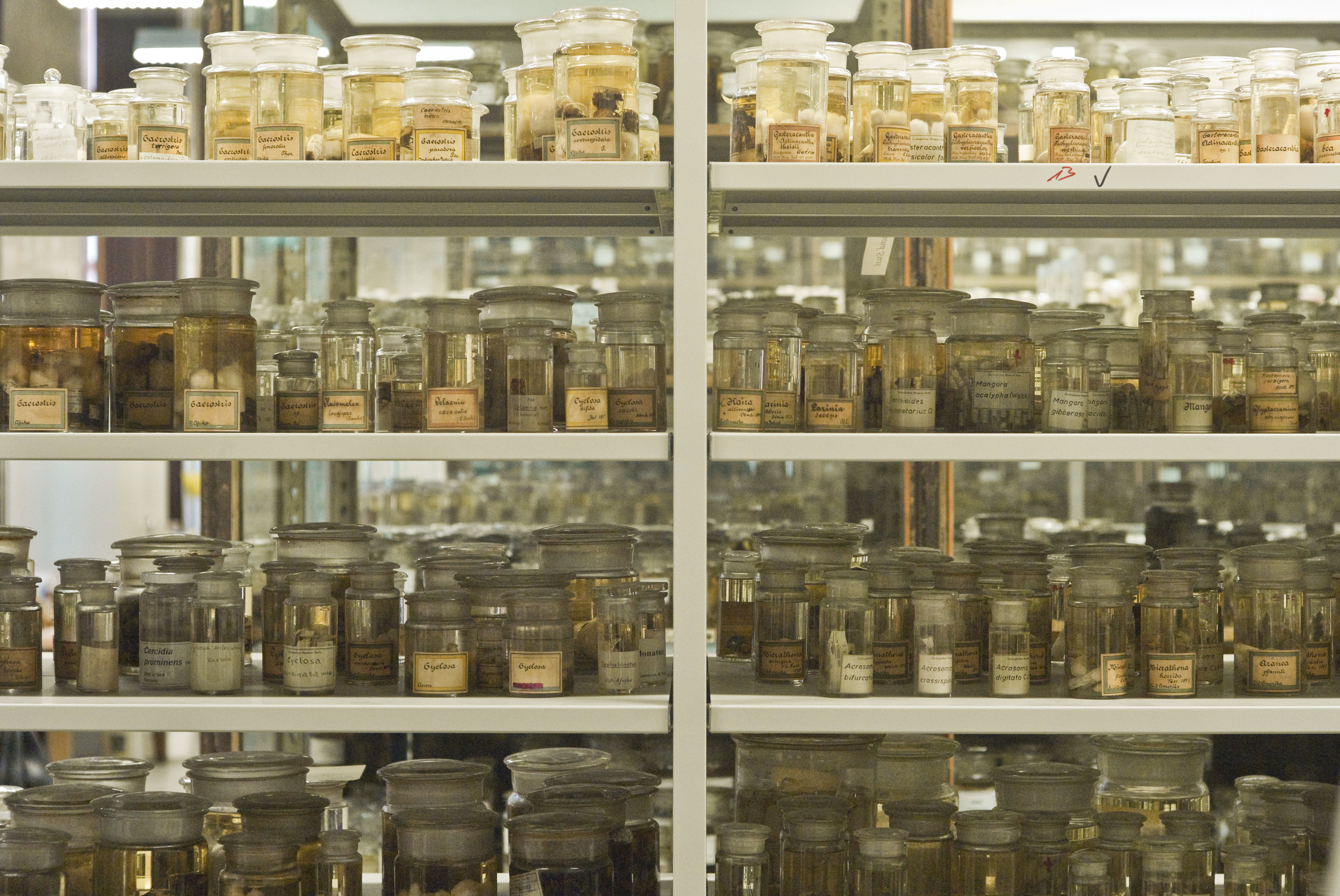
Samling med spindlar bevarade i alkohol.

De flesta insekter med hård kropp, och andra liknande ryggradslösa djur, som vissa spindeldjur, förvaras som uppnålade specimen. De nålas fast med rostfria entomologiska nålar. När insekten torkar stelnar de inre vävnaderna vilka griper tag om nålen och säkrar provet på plats. Mycket små, känsliga specimen kan istället säkras med fina nålar i ett kort, eller limmas fast på ett kort för att sedan fästas på samma sätt som övrig monterade insekter. Stiften erbjuder ett sätt att hantera proverna utan skador, och de har även etiketter med beskrivande och refererande data.
Efter att de har torkat kan de förvaras i öppna lådor av rätt storlek. I botten på lådan finns material som passar för att sätta fast nålarna, som kork eller cellplast. Öppna lådor är dock mycket känsliga för ohyra som museiänger varför de öppna lådorna vanligtvis förvaras i glasade, insektssäkra hurtsar.
Insekter med mjuka kroppar förvaras oftast i alkohol eller liknande konserveringsmedel eller fixativ. Små specimen, antingen hårda eller mjuka, eller delar av insekter, kan också förvaras som mikroskoppreparat.

## Våta specimen
Samlingar av "våta" specimen förvaras i olika lösningar. En mycket gammal metod är att ha dem i 70% etanol tillsammans med olika tillsatser efter att de har fixerats med formalin eller som idag i en saltlösning. Vissa metoder gör att färgerna bevaras. Kaiserling Moderna specimen förvaras i borosilikatglas på grund av dess kemiska och termiska motståndskraft och goda optiska klarhet.

## Data

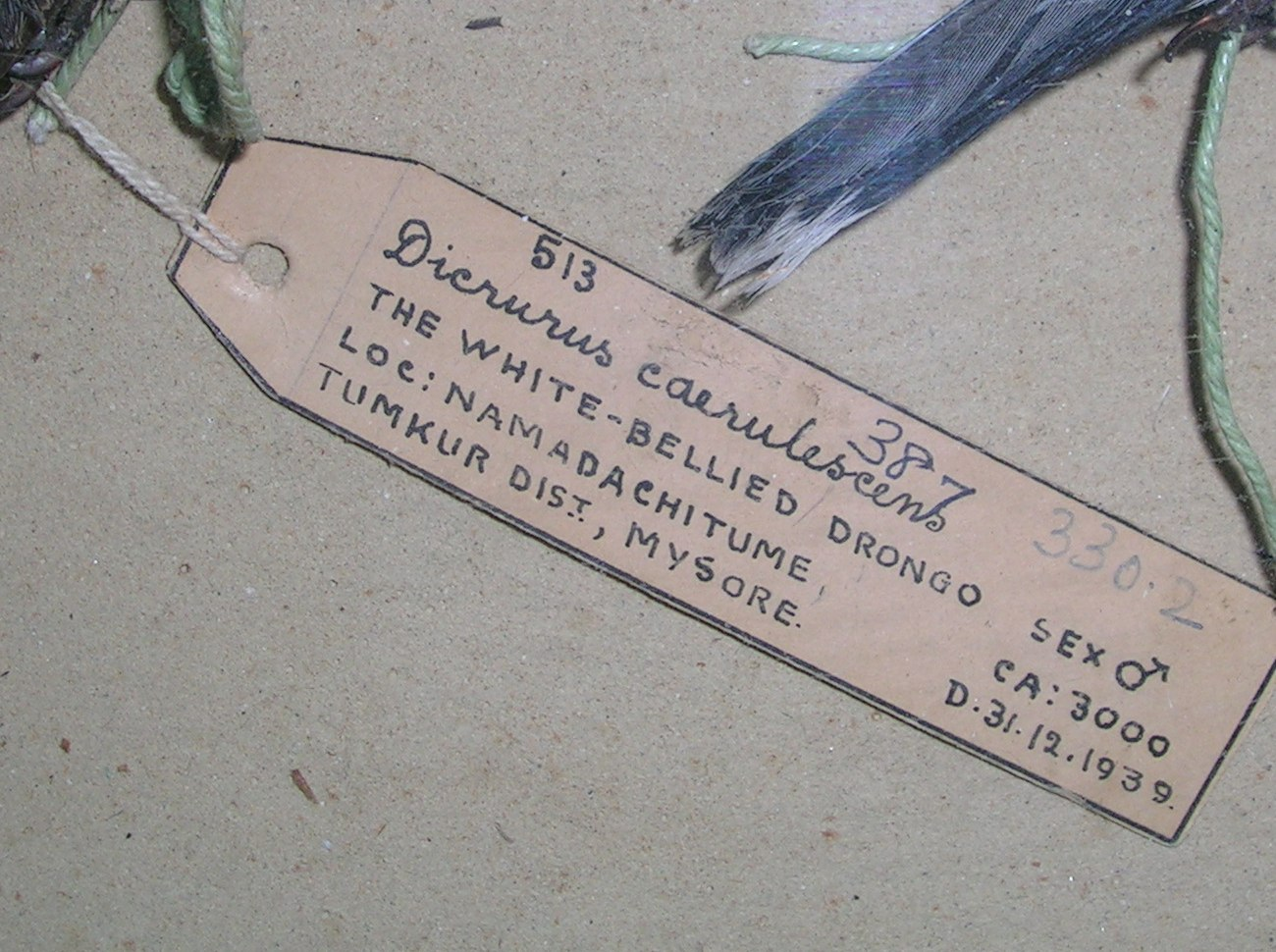
Etikett till ett fågelspecimen. Notera att lokal, datum, taxon och katalognummer finns med.

Den minsta mängden data som alltid finns på zoologiska specimen är lokal och datum för var och när den är insamlad, vilket taxon det handlar om och ett katalognummer. Ytterligare information kan vara namnet på vem som samlat in det och dess habitat. Vävnads eller blodprov kan bevaras för genetiska studier. Beroende på vilken djurgrupp det hanldar om så kan ytterligare information förekomma, om hos fåglar där det kan stå häckningsekologi, vikt, färg på ögon, ben och näbb, och dess maginnehåll.

## Kompositspecimen
Ett specimen kan bestå av flera preparat som delar ett unikt katalognummer. En exempel kan vara ett ryggradsdjur med  skinn och inälvor bevarade i alkohol, det rengjorda skelettet, mikroskoppreparat av olika organ och infrusna vävnadsprover.

## Verifikationsspecimen
Ett verifikat är ett representativt specimen som används i en specifik studie. Verifikat bekräftar identiteten på de arter som avses i studien och fungerar som en säkerhetåtgärd gentemot felidentifiering, taxonomisk statusförändring vilket kan leda till felaktiga resultat. Ett Typspecimen är ett speciellt sorts verifikat som används inom taxonomi.